# Всеобща история
„Всеобща история“ (на старогръцки: Ἱστορίαι) e историографски труд на древногръцкия историк Полибий.
„Всеобща история“ е писана през Елинистичната епоха и обхваща периода между 264 и 146 година пр.н.е., като основен фокус на книгата е възходът на Рим в Средиземноморието. Първоначално тя е съставена от 40 тома, от които днес изцяло запазени са едва 5.